# Гросмайстор
„Гросмайстор“ е най-високата титла, която се дава от международната шахматна федерация ФИДЕ на най-добрите играчи на шахмат. Нарича се още „Международен гросмайстор“. Тя е пожизнена титла, която обикновено се обозначава с буквите „гм“ (GM – на английски: Grandmaster). Раздава се както на мъже, така и на жени. Придобива се от шахматисти, изпълнили по 3 норми за гросмайстор и достигнали рейтинг ЕЛО 2500 или от шампиони в някои международни първенства, достигнали рейтинг 2300 при изпълнение на определени изисквания. Присъжда се от Квалификационна комисия, която е окончателното съдийско звено. Валидна е за цял живот от датата, когато е потвърдена от Съвета на ФИДЕ. Титлите на ФИДЕ се утвърждават само на тримесечните срещи на Съвета на ФИДЕ. Играчи, които са се класирали за титлата гм, но все още не са я получили, неофициално се наричат „избрани гросмайстори“. 
„Супергросмайстор“ е неофициален термин за обозначаване на елитните световни играчи. Обикновено се отнася за играчи с рейтинг ЕЛО над 2700. До началото на 2022 г. 14 от тях са достигали „звездния“ рейтинг 2800. Сред тях е българският гм Веселин Топалов (2816). (вижте Върхови ЕЛО постижения в шахмата). 

## История
Титлата „гросмайстор“ е учредена от руския император Николай II, който награждава с нея петимата финалисти на турнира в Санкт Петербург през 1914 г. (Ласкер, Капабланка, Алехин, Тараш и Маршал).
ФИДЕ я дава за пръв път през 1950 г. на 27 играчи:
- Най-добрите играчи на деня: световният шампион Михаил Ботвиник и тези, които са се класирали за (или са били поставени във) встъпителния Турнир на кандидатите през 1950 г.: Исак Болеславски, Игор Бондаревски, Давид Бронщайн, Макс Еве, Рубен Файн, Сало Флор, Паул Керес, Александър Котов, Андор Лилиентал, Мигел Найдорф, Самуел Решевски, Василий Смислов, Гидеон Столберг и Ласло Сабо.
- Все още живи играчи, които, макар и зад най-добрите си резултати през 1950 г., са признати за играчи от световна класа, когато са били на върха си: Осип Бърнщайн, Милан Видмар, Ернст Грюнфелд, Олдржих Дурас, Борис Костич, Григорий Левенфиш, Геза Мароци, Жак Мизес, Вячеслав Рагозин, Акиба Рубинщайн, Фридрих Самиш и Савелий Тартаковер.

За играчи, чийто коефициент ЕЛО е над 2700, понякога се говори като за „супергросмайстори“. 
В миналото това се отнася за играчи с Ело над 2600, но тъй като средният рейтинг на най-добрите играчи се е увеличил, нараства и прагът на нормата. Към май 2014 г. ФИДЕ има 47 активни играчи в списъка на супергросмайсторите. Супергросмайсторите, броят от които е нараснал значително през годините, имат известно признание в света на спорта и обикновено печелят най-много в шаха.

## Изисквания
Изискванията, на които даден играч трябва да отговаря, за да може да получи титлата „гросмайстор“, са сложни. Те са актуализирани от ФИДЕ на 1 януари 2024 г. и определят два начина за придобиване на титлата: покриване на норми и директно получаване. Някои изисквания и процедури са общи за двата начина.

### Покриване на норми
Играчът трябва изпълни три норми за гросмайстор в международно оценявани турнири, играни по следните правила. Необходимо е да е имал личен рейтинг (ЛР) на ФИДЕ (коефициент ЕЛО) от минимум 2500 точки поне веднъж. Нормите да са покрити в състезания, обхващащи общо поне 27 игри. Във всяко състезание кандидатът трябва да изиграе минимум 9 партии, а на отборни световни и континентални първенства със 7, 8 или 9 партии – поне 7 партии. Рейтингът на резултата му от представянето в игрите (РП) да е не по-малко от 2600 срещу противници със среден рейтинг ≥ 2380 и минимален ЛР 2200. Най-малко 50 % от опонентите трябва да са носители на титли, по-високи от кандидат-майстор. Покриването на норма да става в турнири с участието на поне 1/3 и минимум трима гросмайстори. Поне една от нормите трябва да бъде постигната в състезания с международни съперници от поне 2 или 3 федерации, различни от тази на кандидата, освен при национални и международни първенства. В който и да е ден не трябва да се играят повече от 2 партии и да има повече от 12 часа игра. Всеки играч трябва да разполага с поне два часа, за да изпълни всички ходове, ако играта продължава 60 хода. Поне една норма трябва да бъде постигната в турнир само с един кръг на ден за минимум 3 дни. Във всеки един турнир контролите за време и настройките на часовника за всички партии трябва да бъдат идентични. В турнири, които продължават повече от 30 дни, рейтингите и титлите на опонентите, които се използват, са тези, които се прилагат, когато се играят игрите. Времето за целия турнир да бъде в рамките на 90 дни, с изключения. Двойните кръгови турнири изискват минимум 6 играча. Постигнатите норми в турнир с повече от 13 кръга се броят само за 13 игри. Главният съдия на турнир за титлата трябва да бъде международен съдия (IA) или съдия на ФИДЕ (FA). 

### Директно получаване
Има възможности за директно получаване на титлата, напр. спечелването на световния шампионат за юноши и други състезания и минимален ЛР 2300. За континентални, субконтинентални или одобрени състезания на Международни филиали на ФИДЕ, титла или резултат могат да бъдат постигнати, ако най-малко една трета или 5 от съответните федерации-членки (което от двете е по-ниско) участват в събитието, минималният брой участници в събитието е 10 и минималният брой кръгове е 9. (7 в световни/континентални отбори с 7-9 кръга). Ако групите се комбинират, последните изискванията ще се прилагат за тази обединена група. Титли и норми могат да бъдат присъдени на най-добрите играчи от подгрупите, при условие че подгрупата има поне 6 участника от поне 3 федерации и играчът има минимум 50 % точки в изиграните игри за пълния брой кръгове. Субконтиненталните състезания включват зонални и подзонални. Те се приемат за директни титли само ако установят директни квалификации за Световното първенство или Световната купа. 

## Аналогия с подобни титли
Личен рейтинг над 2400 дава правото на титла „международен майстор“ (мм, IM). Резултатът трябва да е ≥ 2450 срещу опоненти със среден рейтинг ≥ 2230 и минимален рейтинг 2050. За IM норма поне 1/3 с минимум 3 от опонентите трябва да са IM или GM.
Титлата гросмайстор, заедно с по-малките титли на ФИДЕ „международен майстор“ (мм, IM), „майстор на ФИДЕ“ (фм, FM) и „кандидат-майстор“ (км, CM), е отворена за всички играчи, независимо от пола. По-голямата част от гросмайсторите са мъже, но 42 жени са получили титлата гм към 2024 г. от общо около 2000 гросмайстори. 
Има и титла „Гросмайсторка“/„Гросмайстор за жени“ (гмж, WGM) с по-ниски изисквания, присъждана само на жени. Изисква се ЕЛО 2300 и три норми от 2400 за представяне срещу опоненти, които имат среден рейтинг, по-висок от 2180 и минимални индивидуални рейтинги 2000. Аналогично 1/3 от опонентките, минимум 3, да са гмж. Автоматично получават титлата победителките в световното първенство за девойки и континенталното първенство за жени, ако достигнат минимален рейтинг на ФИДЕ ЕЛО 2100.
Съществуват и гросмайсторски титли за шахматни композитори и решаващи шахматни задачи, присъдени от Световната федерация по шахматна композиция (виж Списък на гросмайсторите по шахматна композиция). Международната федерация по кореспондентен шах (ICCF) присъжда титлата „Международен гросмайстор по кореспондентен шах“ (ICCGM). И двата органа вече са независими от ФИДЕ, но работят в сътрудничество с нея.